# Berat Şahiner
Berat Şahiner (* 12. November 1997 in Adapazarı in Bursa) ist ein türkischer Fußballspieler.

## Karriere
Şahiner durchlief die Nachwuchsabteilungen der Vereine Alanya Belediyespor und Alanyaspor. Von Alanyaspor erhielt er 2016 zwar einen Profivertrag, spielte aber weiterhin für die Nachwuchs- bzw. Reservemannschaften des Vereins. Für die Rückrunde der Saison 2017/18 wurde er an den Viertligisten Kırıkhanspor ausgeliehen und absolvierte hier in der Ligapartie gegen 24 Erzincanspor sein Profidebüt.